# Buriti dos Lopes
Pour les articles homonymes, voir Buriti.
Buriti dos Lopes est une municipalité brésilienne située dans l'État du Piauí.